# Зинченко, Фёдор Матвеевич

Ф. М. Зинченко. Май 1965 года

Фёдор Матвеевич Зинченко (1902—1991) — советский военачальник, Герой Советского Союза, полковник. Командир 756-го стрелкового полка, воины которого 30 апреля 1945 года штурмом овладели Рейхстагом, а 1 мая водрузили на нём Знамя Победы.

## Биография

Памятник Фёдору Матвеевичу Зинченко в Томске

Фёдор Матвеевич Зинченко родился 19 сентября 1902 года в деревне Ставсково, ныне Кривошеинского района Томской области в многодетной крестьянской семье. Украинец.
В Красной Армии с 1924 года. В 1926 году вступил в ряды ВКП(б). В 1930 году окончил Владивостокскую военную пехотную школу. С 1938 года — военный комиссар батальона Ленинградского училища связи.
На фронтах Великой Отечественной войны с марта 1942 года. После окончания курсов комсостава «Выстрел» весной 1944 года Ф. М. Зинченко назначен командиром 756-го стрелкового полка (150-я стрелковая дивизия, 3-я ударная армия, 1-й Белорусский фронт).
В ходе Берлинской операции, несмотря на упорное сопротивление противника, полк под командованием полковника 3инченко Ф. М. преодолел оборону противника и в составе своей дивизии к 29 апреля вышел в район рейхстага.
30 апреля 1945 года бойцы 756-го стрелкового полка, действуя совместно с подразделениями 380-го стрелкового полка, ворвались в рейхстаг и закрепились на первом этаже. Приказом командира дивизии генерал-майора В. Шатилова полковник Зинченко был назначен комендантом рейхстага. Рано утром 1 мая воины полка: Алексей Берест, Михаил Егоров и Мелитон Кантария водрузили над рейхстагом штурмовой флаг дивизии, который впоследствии стал Знаменем Победы.

Указом Президиума Верховного Совета СССР от 31 мая 1945 года за умелое руководство полком, образцовое выполнение боевых заданий командования и проявленные мужество и героизм в боях с немецко-фашистскими захватчиками полковнику Зинченко Фёдору Матвеевичу присвоено звание Героя Советского Союза.

В 1950 году полковник Ф. М. Зинченко вышел в отставку. Жил в городе Золотоноша Черкасской области Украины по улице Полатайло, дом 6, был женат на Хоруженко Зинаиде Сергеевне, а в 1981 году переехал в Черкассы.
В 1980-е избирался депутатом Черкасского городского совета народных депутатов Украинской ССР.
Фёдор Матвеевич Зинченко скончался 15 октября 1991 года.
В Томске ему установлен памятник в районе железнодорожного вокзала в центре города.
На войну в 1941 году ушли четверо братьев Зинченко, в живых остался только Фёдор. Алексей, Емельян и Владимир погибли на фронте.

## Награды
- медаль «Золотая Звезда» Героя Советского Союза (31.05.1945, № 7385);
- орден Ленина (31.05.1945)[3];
- два ордена Красного Знамени (27.09.1944, 03.11.1944)[4];
- орден Суворова III степени (25.02.1944)[4];
- орден Кутузова III степени (25.03.1945)[4];
- орден Отечественной войны I степени (11.03.1985)
- орден Дружбы народов (17.09.1982)[5]
- орден Красной Звезды (27.03.1943)[6];
- юбилейная медаль «За доблестный труд (За воинскую доблесть). В ознаменование 100-летия со дня рождения Владимира Ильича Ленина» (1970);
- медаль «За оборону Ленинграда» (1946);
- медаль «За Победу над Германией в Великой Отечественной войне 1941—1945 гг.» (1945);
- юбилейная медаль «Двадцать лет Победы в Великой Отечественной войне 1941—1945 гг.» (1965);
- юбилейная медаль «Тридцать лет Победы в Великой Отечественной войне 1941—1945 гг.» (1975);
- юбилейная медаль «Сорок лет Победы в Великой Отечественной войне 1941—1945 гг.» (1985);
- медаль «За взятие Берлина» (1945);
- медаль «За освобождение Варшавы» (1945);
- медаль «Ветеран Вооружённых Сил СССР» (1976);
- юбилейная медаль «30 лет Советской Армии и Флота» (1948);
- юбилейная медаль «50 лет Вооружённых Сил СССР» (1968);
- юбилейная медаль «60 лет Вооружённых Сил СССР» (1978);
- юбилейная медаль «70 лет Вооружённых Сил СССР» (1988);
- медаль «В память 250-летия Ленинграда» (1957);
- нагрудный ветеранский знак-медаль «25 лет Победы в Великой Отечественной войне» (1970);
- нагрудный знак-медаль «За доблесть и отвагу в Великой Отечественной войне 1941—1945 гг.» (1975)[7].
- награда ЦК ВЛКСМ — знак «Воинская доблесть» (1980-е)[8]

Иностранные награды
- орден Virtúti Militári (рус. Орден воинской доблести) степени Рыцарский Крест (Польша)[9];
- Кавалерский (рыцарский) крест ордена Возрождения Польши[10];
- медаль «За Одру, Ниссу, Балтику» (Польша, 1945);
- медаль «За Варшаву 1939—1945» (Польша, 1946);
- медаль «Победы и Свободы» (Польша, 1946).

## Сочинения
- Зинченко Ф. М. Герои штурма рейхстага / Литературная запись Н. М. Ильяша. — 3-е изд. — М.: Воениздат, 1983. — 192 с. — (Военные мемуары). — 65 000 экз.
- Зінченко Ф. М. Герої останнього штурму / Із хроніки Великої Перемоги/(Літ. запис Н. М. Ілляша) — Київ : Молодь, 1985. — 245 с. — 30 000 екз.
- Зінченко Ф. М. Вони штурмували рейхстаг / Літ. запис Н. М. Ілляша. — Київ : Молодь, 1978. — 288 с. — 30 000 екз.